# Mikołaj Moroz
Mikołaj Józef Moroz – polski śpiewak operowy i pedagog.
Były solista Opery Krajowej Szlezwik-Holsztain oraz Warszawskiej Opery Kameralnej (2001-2005). Pedagog na Keimyoung University Korea (1999-2000) oraz na Uniwersytecie Muzycznym Fryderyka Chopina, gdzie m.in. organizował studia podyplomowe i doktoranckie. W 2013 otrzymał tytuł profesora sztuk muzycznych.